# Baeolidia
Genre
Baeolidia est un genre de nudibranches de la famille des Aeolidiidae. Le genre est décrit par Rudolph Bergh en 1888.

## Liste d'espèces
Selon World Register of Marine Species (14 mars 2016) :
- Baeolidia australis (Rudman, 1982)
- Baeolidia chaka (Gosliner, 1985)
- Baeolidia cryoporos Bouchet, 1977
- Baeolidia dela (Er. Marcus & Ev. Marcus, 1960)
- Baeolidia faustina (Bergh, 1900)
- Baeolidia gracilis Carmona, Pola, Gosliner & Cervera, 2014
- Baeolidia harrietae (Rudman, 1982)
- Baeolidia japonica Baba, 1933
- Baeolidia lunaris Carmona, Pola, Gosliner & Cervera, 2014
- Baeolidia macleayi (Angas, 1864)
- Baeolidia moebii Bergh, 1888
- Baeolidia occidentalis (Bergh, 1874)
- Baeolidia orientalis (Bergh, 1905)
- Baeolidia palythoae Gosliner, 1985
- Baeolidia quoyi Pruvot-Fol, 1934
- Baeolidia ransoni (Pruvot-Fol, 1956)
- Baeolidia rieae Carmona, Pola, Gosliner & Cervera, 2014
- Baeolidia salaamica (Rudman, 1982)
- Baeolidia scottjohnsoni Carmona, Pola, Gosliner & Cervera, 2014
- Baeolidia variabilis Carmona, Pola, Gosliner & Cervera, 2014